# 3,4-метилендиоксиамфетамин
3,4-метилендиоксиамфетамин, MDA или тенамфетамин — психоактивное вещество амфетаминового ряда, психоделик из группы фенилэтиламинов. Относится к классу эмпатогенов. Впервые синтезирован в 1910 году.

## Использование в медицине
Впервые MDA был использован в экспериментах с животными в 1939 году. Исследования на людях проводились в 1941 году с целью выяснения возможности использования MDA для лечения болезни Паркинсона. В период с 1949 по 1957 год, более 500 человек принимали MDA для исследования его действия как антидепрессанта.
В секретных экспериментах проекта «МК-Ультра» ЦРУ (Армия США) MDA исследовался в качестве «сыворотки правды» и боевого отравляющего вещества, имея кодовое имя EA-1298. В этих экспериментах 8 января 1953 года был убит один из испытуемых, теннисист Harold Blauer, путём внутривенной инъекции MDA в дозировке 450 мг. Гарольд обратился в психиатрическое учреждение в связи с депрессией после развода, его состояние улучшилось в ходе лечения; однако за несколько недель до выписки над ним проводили серию экспериментальных в/в инъекций, без его информирования, и, позже, вопреки его желанию. 22 года правительство скрывало причину его смерти, подделав медицинские документы и оказывая давление на свидетелей в судах.
В 1958 году MDA был запатентован в качестве лекарственного средства от кашля, и начал продаваться под торговым именем «Амфедоксамин» (англ. amphedoxamine) в 1961 году. Несколько учёных-исследователей использовали MDA в психотерапии.
По эффекту MDA весьма близок к MDMA, но вызываемая MDA эйфория менее интенсивна. По отзывам использующих этот препарат, чувство эйфории также отличается по качеству. Также указывается, что MDA имеет большую психоделическую активность, чем MDMA.

## Синтез
Одним из способов синтеза MDA является метод превращения сафрола в изомер изосафрол.
Затем изосафрол окисляют (используя процесс Уокера или надкислоты) и получают MDP2P, после чего с помощью восстановительного аминирования промежуточный продукт превращают в MDA. Этот метод в общих чертах схож с синтезом MDMA и MDEA.
Другой распространённый способ: начать с пипероналя и конденсировать нитроэтаном. Полученный нитросафрол можно восстановить до MDA подходящим восстановителем.

## Использование в рекреационных целях
В США MDA начал использоваться для рекреационных целей примерно в 1963—1964 годах. Это вещество было легко и недорого купить, основными источниками были лаборатории исследовательских институтов США. В настоящее время, несмотря на свой нелегальный статус, MDA доступен на рынке наркотиков также как и MDMA, и зачастую продаётся под видом таблеток экстази.

## Эффект
Типичная рекреационная доза составляет обычно дозу между 80 и 160 мг (R)-изомер MDA обладает большим потенциалом чем (S)-изомер. Продолжительность действия MDA — от 6 до 10 часов, хотя по другим источникам (например Шульгин) — от 3 до 6 часов. Эффект MDA весьма схож с эффектом MDMA, что включает эмпатогенные и энтактогенные проявления, но интенсивность этих эффектов выше чем от MDMA. Однако само качество эмпатогенного эффекта и тактильных ощущений ниже, чем у его родственника. Сухость во рту.

## Вред для здоровья
Полностью неизвестно, насколько токсичен MDA. Показатель LD50, найденный через инъекции на мышах, составляет 92 мг/кг веса тела. Известный источник Erowid сообщает показатель смертности в 2 человека на 100 000 пользователей. MDA рассматривается как более нейротоксичное вещество, чем его родственник MDMA. MDA является прямым метаболитом MDMA.

## Правовой статус
В России МДА входит как наркотическое средство в Список I Перечня наркотических средств, психотропных веществ и их прекурсоров, подлежащих контролю в Российской Федерации (оборот запрещён).